# Haimon de Vannes
Haimon est le seizième évêque du diocèse de Vannes au VIIe siècle ou VIIIe siècle.